# سالومي ميليا

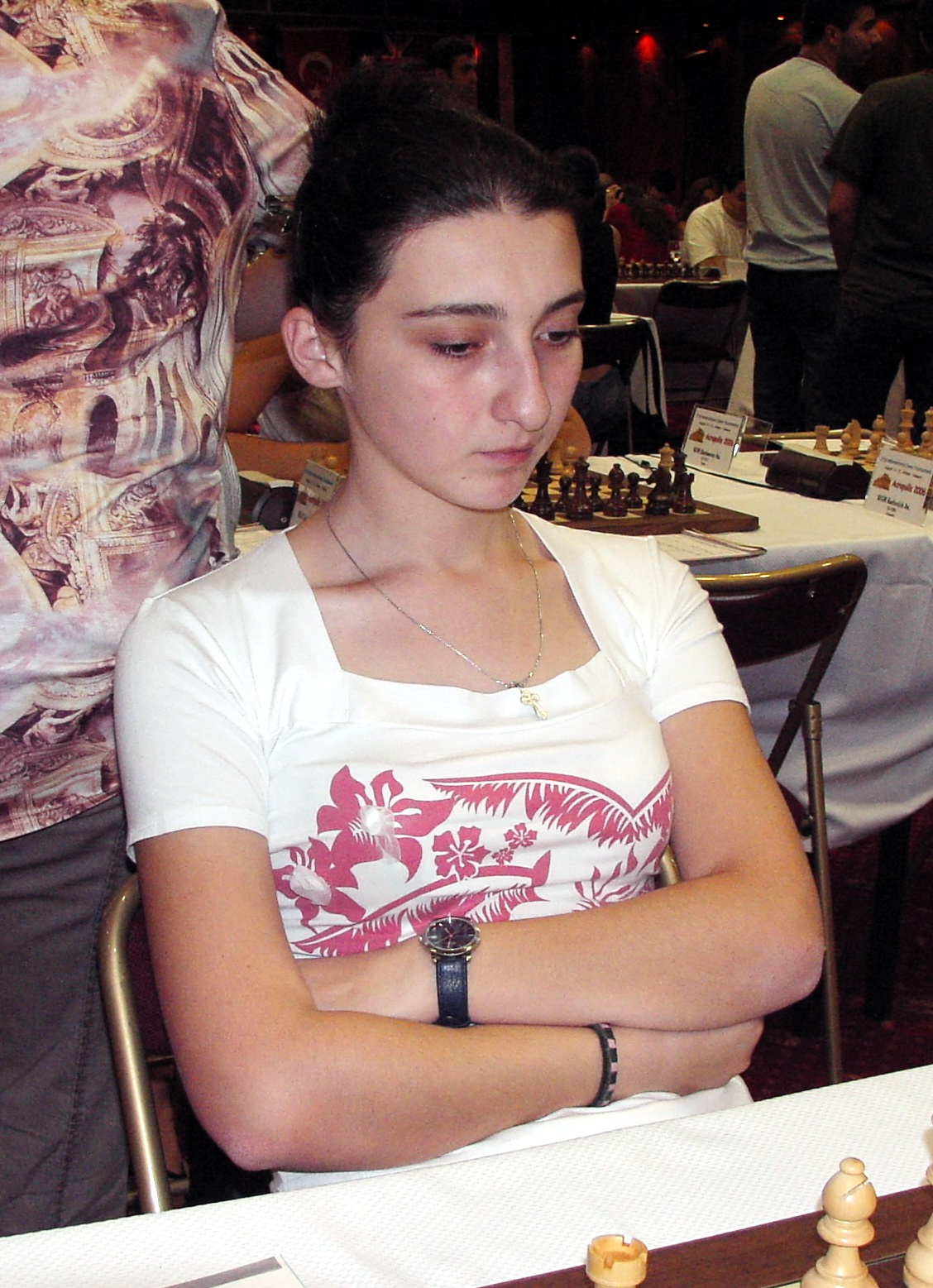
سالومي ميليا في أكروبوليس 2006

سالومي ميليا ((بالجورجية: სალომე მელია)؛ مواليد 14 نيسان (أبريل) 1987 في باطوم) هي لاعبة شطرنج جورجيّة تحمل لقب أستاذ دولي (شطرنج) ولقب سيدة أستاذة كبرى. كانت عضو في الفريق الجورجي الذي حاز الميدالية الذهبية في بطولة العالم لفرق السيدات للشطرنج 2015 والتي أقيمت في تشنغدو.
فازت مرتين ببطولة أوروبا للشباب للشطرنج تحت سن 18 عاماً، وذلك عامي 2004 و2005. 
فازت ميليا بالميدالية الفضية في بطولة أوروبا للأفراد في الشطرنج عام 2013 والميدالية البرونزية عام 2014. كما فازت ببطولة جورجيا للشطرنج عامي 2008 و 2010.

## وصلات خارجية
- سالومي ميليا مباريات الشطرنج على موقع 365Chess.com
- سالومي ميليا على موقع الاتحاد الدولي للشطرنج (الإنجليزية)
- سالومي ميليا على موقع مباريات الشطرنج (الإنجليزية)
- سالومي ميليا على موقع 365Chess.com (الإنجليزية)
- سالومي ميليا على موقع Chesstempo.com (الإنجليزية)
- سالومي ميليا سجل أولمبياد الشطرنج للسيدات على موقع OlimpBase.org (الإنجليزية)